# كايتو إيشيكاوا
كايتو إيشيكاوا (石川界人 إيشيكاوا كايتو) هو مؤدي أصوات ياباني ولد في 13 أكتوبر 1993 في طوكيو.

## أدواره في الأنمي

### مسلسلات أنمي تلفزيونية
- تسوريدوري تشيلدرن - تاكورو سوغاوارا
- هايكيو!! - توبيو كاغياما
- هايكيو!! الموسم الثاني - توبيو كاغياما
- هايكيو!! ثانوية كاراسونو في مواجهة أكاديمية شيراتوريزاوا - توبيو كاغياما
- هايكيو!! TO THE TOP - توبيو كاغياما
- تيرافورمارز - ماركوس إرينغراد غارسيا
- تيرافورمارز ريفنج - ماركوس إرينغراد غارسيا
- هيوكا - عضو نادي البيسبول
- كرة سلة كوروكو - كينسكي فوكوي
- إرهاب في الصدى - ناين
- أغنية حب طيار - إغناسيو أكسيس
- من الغد الهادئ - تسوموغو كيهارا
- غارغانتيا في الكوكب الأخضر - ليدو
- RDG ريد ديتا جيرل - ماناتسو سودا
- طوكيو ريفنز - هاروتورا تسوتشيميداكو
- سوبر سيشون براذرز - ماو سايتو
- رومانتيكا كلوك - آوي كاجيا
- الحاكم القواس وفاناديس - تيغرفرمد فورن
- أص الديناري - يانغ شونتشين
- طريقة السماء - سوتا ميزوساكا
- دراماتيكال مردر - ألفا 2
- وورلد تريغر - كوهي إيزومي
- وورلد بريك السيف المقدس - موروها هايمورا
- ون بنش مان - جينوس
- هيفي أوبجيكت - هيفيا وينشيل
- سيراف النهاية - شيهو كيميزوكي
- سيراف النهاية: معركة ناغويا - شيهو كيميزوكي
- ريني من الحدود - رينّي روكودو
- بلياديس نهاية اليوم الدراسي - شقيق إيتسوكي
- فصل الاغتيال - رين ساكاكيبارا
- غيت: قوات الدفاع الذاتي تقاتل في أرض غريبة - تاكيو كوراتا
- غانغستا - كودي بالفور
- كونكريت ريفولوتيو: فنتازيا الخوارق - جيرو هيتويوشي
- كونكريت ريفولوتيو: فنتازيا الخوارق THE LAST SONG - جيرو هيتويوشي
- أكاديميتي للأبطال - تينيا إيدا
- غولدن تايم - ميتسوؤو ياناغيساوا
- أونميوجي نجم التوأم - شيمون إيكاروغا
- بونغو ستراي دوغز - روكوزو تاغوتشي
- دايز - تيتسويا نيتوبي
- سيرفامب - شوهي تسويوكي
- كابانيري الحصن الحديدي - أوريو
- توكين رانبو: هانامارو - كاسين كانيسادا
- توكين رانبو: هانامارو: الموسم الثاني - كاسين كانيسادا
- أوكالتيك ناين - ساراي هاشيغامي
- 7 صح 3 خطأ - تشيساتو ميكوريا
- دايف!! - شينّوسكي ميزوكي
- آيدولماستر سايد إم - المنتج
- بيتليس - ريو كايداي
- بوبتيبيبيك - بيبيمي (الحلقة 9B)
- هاند شيكرز - هاياتي أزوما
- هولمز في كيوتو تيراماتشي سانجو - كيوتاكا ياغاشيرا
- نزل الآخرة - رانمارو
- طوكيو غول:re - كوكي أوريي
- سفينة الفضاء تيراميسو - سوبارو إيتشينوسي
- تسوكيبرو ذي أنيميشن - إيزورو ناناسي
- زويدز وايلد - دريك
- تسوروني - كايتو أونوغي
- نهوض بطل الدرع - ناوفومي إيواتاني
- ري:بداية الحياة في عالم آخر من نقطة الصفر - ويلهيلم فون أستريا (أيام الشباب)
- مغامرة جوجو الغريبة: الرياح الذهبية - سالي
- المشاغب لا يحلم عن فتاة الأرنب سينباي - ساكوتا أزوساغاوا
- باتيري - كيتا هيغاشيداني
- كم من الأثقال ترفع؟ - ناروزو ماتشيو
- إلى الوحوش المقدسة المهجورة - كلود
- سجل فانيتاس - نوي
- ذا كينغدومز أوف رون - أدونيس

### أنمي الإنترنت
- نينجا سلاير فروم أنيميشن - غرينيدير
- بي البداية - ميناتسوكي
- 7 سيدز - ريوسي أوغيوارا

### أوفا أنمي
- هجوم العمالقة: الفتاتان الضائعتان 'سور سينا، وداعا' (2018) - لو ميد

### أفلام أنمي
- سينت سيا: ليجند أوف سانكتشواري - بيغاسوس سيا
- سلسلة أفلام كود غياس: أكيتو المنفي
  - كود غياس: أكيتو المنفي: الفصل الثاني «انقسام التنين» - يان مانيس
- العضو القاتل - ليلاند
- اسمك - شينتا تاكاغي
- أكاديميتي للأبطال ذا موفي: البطلين - تينيا إيدا
- أكاديميتي للأبطال ذا موفي: هيروز:رايزينغ - تينيا إيدا
- المشاغب لا يحلم عن الفتاة الحالمة - ساكوتا أزوساغاوا

## أدواره في ألعاب الفيديو
- أتيليي إسكا آند لوجي: ألكيميستس أوف ذا داسك سكاي - لوجيكس فيسكاريو
- أزور سترايكر غانفولت - غانفولت
- أزور سترايكر غانفولت 2 - غانفولت
- هايكيو!! رابط! طلة القمة!! - توبيو كاغياما
- هايكيو!! كروس تيم ماتش! - توبيو كاغياما
- أكاديميتي للأبطال: باتل فور أول - تينيا إيدا
- ماي هيرو ونز جاستيس - تينيا إيدا
- كود فاين - لوي
- فاير إمبلم: ثري هاوسيس - ديميتري

## أدواره في الدبلجة اليابانية
- الضيف - لوك بيترسون

## وصلات خارجية
- كايتو إيشيكاوا على موقع IMDb (الإنجليزية)
- كايتو إيشيكاوا على موقع ميوزك برينز (الإنجليزية)
- كايتو إيشيكاوا على موقع قاعدة بيانات الفيلم (الإنجليزية)
- كايتو إيشيكاوا على موقع كينوبويسك (الروسية)
- كايتو إيشيكاوا على موقع ANN person (الإنجليزية)